# Takanezawa
Takanezawa (高根沢町 Takanezawa-machi?) es un pueblo en la prefectura de Tochigi, Japón, localizado en la parte central de la isla de Honshū, en la región de Kantō. El 1 de marzo de 2021 tenía una población estimada de 29 123 habitantes y una densidad de población de 411 personas por km².

## Geografía
Takanezawa se encuentra en las llanuras del centro-este de la prefectura de Tochigi, con una elevación promedio de 109-195 metros. Más del 65% del área del municipio es agrícola.

## Historia
Las villas de Akutsu, Kitatakanezawa y Niita fueron creadas dentro del distrito de Shioya en la prefectura de Tochigi el 1 de abril de 1889. En abril de 1953, Akutsu fue elevado a estatus de pueblo y el 31 de marzo de 1954, la aldea de Niita se disolvió, con una porción fusionándose con la villa de Kitatakanezawa, y otra porción yendo al pueblo de Ujie (también en el distrito de Shioya). Akutsu y Kitatakanezawa se fusionaron el 1 de abril de 1958 para crear el actual Takanezawa.

## Economía
La economía de Takanezawa depende en gran medida de la agricultura, con el cultivo de arroz como cultivo primario. Los cultivos secundarios incluyen tabaco, trigo, fresas y peras.

## Demografía
Según los datos del censo japonés, la población de Takanezawa ha crecido en los últimos 60 años.
| Gráfica de evolución demográfica de Takanezawa entre 1960 y 2015 |
|                                                                  |
| Oficina de Estadísticas de Japón                                 |